# Ферретти, Фернандо (тренер по мини-футболу)
Фернанду Луис Лейти Кардозу Коэлью «Ферретти» (порт.-браз. Fernando Luiz Leite Cardoso Coelho), более известный как Фернандо Ферретти (порт.-браз. Fernando Ferretti, 26 июня 1954, Рио-де-Жанейро — 12 июля 2023, Жоинвили, Санта-Катарина) — бразильский мини-футбольный тренер, считающийся одним из величайших в истории этого вида спорта.

## Биография
По собственному заявлению, карьеру тренера начал в 1976 году в родном Рио-де-Жанейро. Первым клубом был клуб «Монтанья», где он тренировал детей и подростков в так называемых «базовых категориях» (порт.-браз. categorias de base).
Перейдя в команду из Санта-Катарины «Тигри» из Жоинвили, Ферретти обосновался в этом городе. В дальнейшем тренировал «Пердиган де Видейру», за который взял свой первый Кубок (Чашу) Бразилии в 1990 году. В те годы этот титул приравнивался к чемпионству страны, поскольку данный турнир до 1996 года оставался единственным состязанием по футболу в залах всебразильского масштаба. Далее были «Воторантин» из Пернамбуку, «Банфорт» и сборную штата Сеара, «Инпасел». В составе «Банфорта» выиграл Чашу Бразилии 1991 года, «Инпасела» — 1993 и 1994 годов.
Также тренировал испанские клубы «Мицубиси Сеута» и «Академия Посталь де Оуренсе».
В 1996 году был тренером клуба «Дженерал моторс» из Сан-Каэтано-ду-Сул.
В 2000 году возглавлял сборную Гватемалы, в том числе на её домашнем чемпионате мира.
С приходом Ферретти в 2001 году в клуб «Малви/Жарагуа́» начался его самый победоносный период карьеры: за 9 сезонов под руководством Ферретти клуб выиграл не менее 40 трофеев, в том числе четыре Национальных лиги футзала, шесть клубных чемпионатов Южной Америки, шесть Чаш Бразилии, четыре Суперлиги Бразилии и шесть чемпионатов штата Санта-Катарина.
После сборной Гватемалы Ферретти стал главным тренером сборной Бразилии. В 2001 году «селесао» выиграла под его руководством Мундиалито по мини-футболу, проходивший в бразильском Жоинвили.
В 2004 году Ферретти возглавлял сборную на чемпионате мира, проходившем на Тайване. Сборная Бразилии заняла на турнире третье место, проиграв в полуфинале сборной Испании по пенальти. По окончании турнира Ферретти подал в отставку с пост главного тренера сборной. Тем не менее, это не помешало ему занять третье место в рейтинге лучших тренеров мира среди сборных команд по версии Futsal Planet.
На Панамериканских играх 2007 года привёл сборную Парагвая к бронзовой медали.
После сезона 2010 года «Малви» снялся с Национальной лиги, и в 2011 году Ферретти стал у руля мини-футбольного «Сантоса», занявшего место «Жарагуа». С клубом тренер выиграл свой пятый трофей чемпиона Бразилии, однако, проведя единственный сезон в Лиге футзала, мини-футбольный «Сантос» прекратил существование в связи с решением руководства футбольного клуба.
После Сантоса Ферретти возглавил клуб «Крона/Жоинвили». Вместе с командой тренер завоевал три титула чемпиона Санта-Катарины и победу в Суперлиге Бразилии.
Также в 2012 году Фернандо был приглашён ассоциацией футбола Парагвая для совместной работы перед отбором на чемпионат мира.
В мае 2015 года стал главным тренером «Коринтианса», коим пробыл до мая 2016 года. Под руководством Ферретти «Тимао» выиграл чемпионат штата Сан-Паулу 2015 года. После этого подписал контракт с давним соперником «Коринтианса» — «Магнусом» из Сорокабы. И хотя «Магнус» проиграл «Коринтиансу» финалы чемпионатов штата и Бразилии 2016 года, Ферретти смог добыть трофей, который не покорился ему с «Жарагуа» — Межконтинентальный кубок.
С 2017 по июль 2019 года вновь тренировал «Жарагуа».
С 2019 года был помощником главного тренера сборной Бразилии Маркиньоса Шавьера.
В 2022 стал тренером-координатором клуба «Лажес» и женской команды «Леоас да Серра».
В конце 2020 года перенёс COVID-19, что отразилось на его здоровье и заставило его приостановить тренерскую деятельность. В 2021 году ему был проведён экстренный гемодиализ. Скончался 12 июля 2023 года после госпитализации в Жоинвили, причина смерти не была названа.

## Достижения
Клубные
- Обладатель Межконтинентального кубка: 2016
- Чемпион Южной Америки среди клубов (6): 2004, 2005, 2006, 2007, 2008, 2009
- Чемпион Бразилии (5): 2005, 2007, 2008, 2010, 2011
- Обладатель Чаши Бразилии (11): 1990, 1991, 1993, 1994, 1998(?), 2003, 2004, 2005, 2006, 2007, 2008
- Чемпион штата Санта-Катарина (11): 1987, 1989, 2002, 2003, 2004, 2005, 2006, 2008, 2012, 2013, 2014
- Чемпион штата Сан-Паулу: 2015
- Чемпион штата Пернамбуку

Среди сборных
- Мундиалито по мини-футболу[англ.]: 2001
- Бронзовый призёр чемпионата мира: 2004

Личные
- Лучший тренер мира среди клубных команд по версии Futsal Planet (2): 2007, 2010